# Finał Pucharu Ekstraklasy 2009
Finał Pucharu Ekstraklasy 2009 – mecz piłkarski kończący rozgrywki Pucharu Ekstraklasy 2008/2009, który został rozegrany 13 maja 2009 roku na Stadionie Aleja Wodzisław Śląski w Wodzisławiu Śląskim, pomiędzy Odrą Wodzisław Śląski a Śląskiem Wrocław. Trofeum po raz 1. wywalczył Śląsk Wrocław.

## Droga do finału
| Odra Wodzisław Śląski | Odra Wodzisław Śląski | Odra Wodzisław Śląski | Runda        | Śląsk Wrocław | Śląsk Wrocław | Śląsk Wrocław |
| Data                  | Przeciwnik            | Wynik                 | Runda        | Data          | Przeciwnik    | Wynik         |
| --------------------- | --------------------- | --------------------- | ------------ | ------------- | ------------- | ------------- |
| 03.09.2008            | Polonia Bytom         | 2:1                   | Faza grupowa | 03.09.2008    | Wisła Kraków  | 4:0           |
| 07.09.2008            | Górnik Zabrze         | 3:1                   | Faza grupowa | 07.09.2008    | Cracovia      | 1:0           |
| 07.10.2008            | Ruch Chorzów          | 2:3                   | Faza grupowa | 07.10.2008    | Piast Gliwice | 1:3           |
| 11.10.2008            | Polonia Bytom         | 0:0                   | Faza grupowa | 12.10.2008    | Wisła Kraków  | 0:0           |
| 19.11.2008            | Górnik Zabrze         | 0:0                   | Faza grupowa | 19.11.2008    | Cracovia      | 1:0           |
| 25.11.2008            | Ruch Chorzów          | 1:1                   | Faza grupowa | 26.11.2008    | Piast Gliwice | 1:2           |
| 24.03.2009            | Piast Gliwice         | 2:2                   | Ćwierćfinał  | 25.03.2009    | Ruch Chorzów  | 3:0 wo        |
| 31.03.2009            | Piast Gliwice         | 2:2 (k. 4:2)          | Ćwierćfinał  | 30.03.2009    | Ruch Chorzów  | 1:0           |
| 21.04.2009            | GKS Bełchatów         | 0:0                   | Półfinał     | 22.04.2009    | Arka Gdynia   | 3:0           |
| 28.04.2009            | GKS Bełchatów         | 2:0                   | Półfinał     | 29.04.2009    | Arka Gdynia   | 0:1           |

## Tło
Gospodarzem meczu była drużyna Niebiesko–Czerwonych, gdyż w sezonie 2007/2008 zajęła wyższe miejsce w tabeli ligowej (12. miejsce), natomiast drużyna Wojskowych występowała wówczas w II lidze, z której awansowała do ekstraklasy w sezonie 2008/2009, w którym była zdecydowanie wyżej w tabeli ligowej od swojego przeciwnika i to ona była faworytem meczu.

## Mecz

### Przebieg meczu
Mecz odbył się 13 maja 2009 roku o godz. 20:00 na Stadionie Aleja Wodzisław Śląski w Wodzisławiu Śląskim. Sędzią głównym spotkania był Marcin Szulc. W pierwszej połowie częściej przy posiadaniu piłki była drużyna Niebiesko–Czerwonych, jednak nie potrafiła ona stworzyć dobrych sytuacji do zdobycia gola. Lepsze okazje do zdobycia gola miała drużyna Wojskowych, która już w 18. minucie mogła objąć prowadzenie, gdy po szybkiej kontrze oraz podaniu Sebastiana Dudka do Krzysztofa Ulatowskiego, a po jego podaniu Marek Gancarczyk uderzył z ostrego kąta, jednak piłkę wybił bramkarz drużyny przeciwnej, Adam Stachowiak. W 31. minucie Krzysztof Ulatowski strzałem lewą nogą z 20 metrów w prawy róg bramki zdobył gola na 1:0. W 35. minucie prowadzenie mógł podwyższyć Vuk Sotirović, jednak Adam Stachowiak strącił na poprzeczkę piłkę po jego uderzeniu z rzutu wolnego.
Na początku drugiej połowy w dalszym ciągu przewagę miała drużyna Niebiesko–Czerwonych, jednak strzały Jana Grubera i Macieja Małkowskiego na bramkę drużyny przeciwnej nie były groźne. W 60. minucie szybki rajd prawą stroną boiska przeprowadził zawodnik drużyny Wojskowych, Vuk Sotirović, podał w środek do wprowadzonego chwilę wcześniej na boisko Janusza Gancarczyka, który zmienił swoje brata Marka, jednak piłka po jego uderzeniu z 8 metrów trafiła w bramkarza Adama Stachowiaka. W 67. minucie piłkę na 16. metrze od Mariusza Pawelca otrzymał Vuk Sotirović, który zdecydował się na strzał, po czym piłka odbiła się od poprzeczki i wyszła w pole. W 77. minucie drużyna Niebiesko–Czerwonych miała najlepszą szansę na wyrównanie, gdy do wrzuconej z głębi boiska w pole karne piłki doszedł Piotr Bagnicki, jednak piłka po jego strzale z 10 metrów również trafiła w poprzeczkę.

### Szczegóły meczu
| 13 maja 2009 20:00 | Odra Wodzisław Śląski | 0:1Raport | Śląsk Wrocław · 31' Ulatowski | Stadion Aleja Wodzisław Śląski, Wodzisław Śląski Widzów: 6 200 Sędzia: Marcin Szulc (Warszawa) |
|                    |                       |           |                               |                                                                                                |

| Odra Wodzisław Śląski: |    |                       |              |     |
|                        |    |                       |              |     |
| BR                     | 12 | Adam Stachowiak       |              |     |
| OB                     | 23 | Łukasz Pielorz        |              |     |
| OB                     | 16 | Jacek Kowalczyk       | Żółta kartka |     |
| OB                     | 3  | Marcin Dymkowski      |              |     |
| OB                     | 21 | Sławomir Szary        |              |     |
| PO                     | 7  | Jan Woś               |              | 65' |
| PO                     | 5  | Jacek Kuranty         |              |     |
| PO                     | 9  | Marcin Malinowski     |              | 46' |
| PO                     | 6  | Jan Gruber            |              | 58' |
| NA                     | 14 | Maciej Małkowski      |              |     |
| NA                     | 20 | Tomasz Moskal         |              | 75' |
| Zmiany:                |    |                       |              |     |
| PO                     | 8  | Piotr Gierczak        |              | 46' |
| PO                     | 11 | Marcin Wodecki        |              | 58' |
| OB                     | 24 | Deivydas Matulevičius |              | 65' |
| NA                     | 18 | Piotr Bagnicki        |              | 75' |
| Trener:                |    |                       |              |     |
| Ryszard Wieczorek      |    |                       |              |     |

| Śląsk Wrocław:      |    |                      |              |     |
|                     |    |                      |              |     |
| BR                  | 1  | Wojciech Kaczmarek   |              |     |
| OB                  | 24 | Tadeusz Socha        |              |     |
| OB                  | 3  | Piotr Celeban        |              |     |
| OB                  | 17 | Mariusz Pawelec      | Żółta kartka |     |
| OB                  | 2  | Krzysztof Wołczek    |              |     |
| PO                  | 9  | Marek Gancarczyk     |              | 60' |
| PO                  | 22 | Antoni Łukasiewicz   |              |     |
| PO                  | 14 | Krzysztof Ulatowski  | Żółta kartka |     |
| PO                  | 7  | Sebastian Dudek      |              |     |
| PO                  | 6  | Tomasz Szewczuk      |              | 84' |
| NA                  | 10 | Vuk Sotirović        |              |     |
| Zmiany:             |    |                      |              |     |
| PO                  | 18 | Janusz Gancarczyk    |              | 60' |
| PO                  | 11 | Remigiusz Sobociński |              | 84' |
| NA                  | 20 | Wojciech Górski      |              | 90' |
| Trener:             |    |                      |              |     |
| Ryszard Tarasiewicz |    |                      |              |     |

| Puchar Ekstraklasy 2008/2009 Zwycięzcy |
| -------------------------------------- |
| Śląsk Wrocław 1. Tytuł                 |